# Soldiers of Anarchy
Soldiers of Anarchy est un jeu vidéo de tactique en temps réel sorti en 2002 sur PC. Le jeu a été développé et édité par Silver Style Entertainment.

## Accueil
| Soldiers of Anarchy   |      |       |
| Média                 | Pays | Notes |
| Computer Gaming World | US   | 2.5/5 |
| Gamekult              | FR   | 6/10  |
| GameSpot              | US   | 81 %  |
| Jeux vidéo Magazine   | FR   | 14/20 |
| Jeuxvideo.com         | FR   | 14/20 |
| Joystick              | FR   | 7/10  |
| PC Gamer UK           | GB   | 45 %  |
| PC Gamer US           | US   | 75 %  |